# Pietro Tenerani
Pietro Tenerani (Torano, 11 novembre 1789 – Roma, 14 dicembre 1869) è stato uno scultore italiano, fra i più raffinati e noti interpreti del purismo dell'Ottocento.

## Biografia
Nacque a Torano, frazione di Carrara, da Ceccardo, capo cavatore presso le cave di marmo, e da Maria Antonia Marchetti.

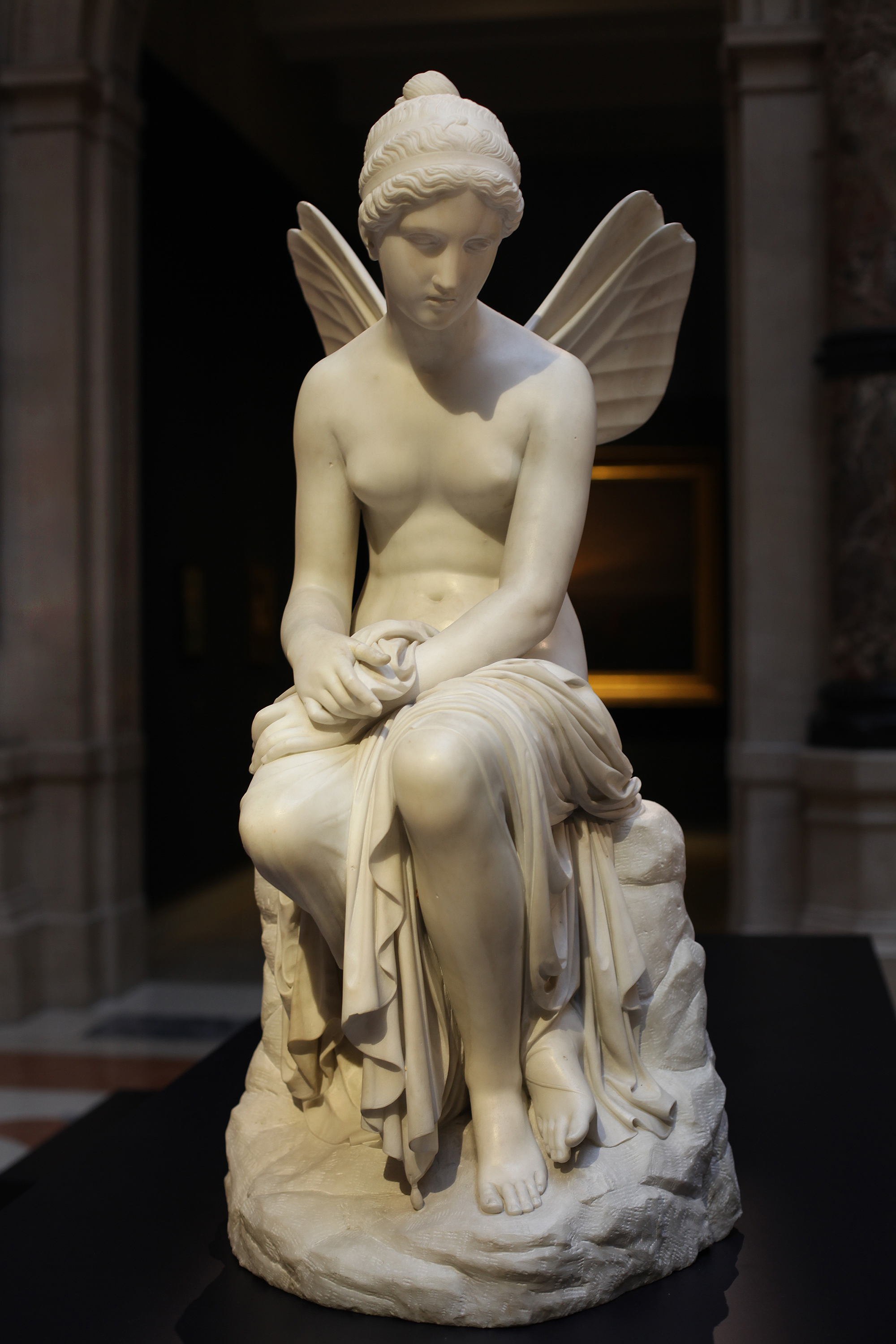
Psiche abbandonata (modello, 1816), Collezione Matarazzo di Licosa.

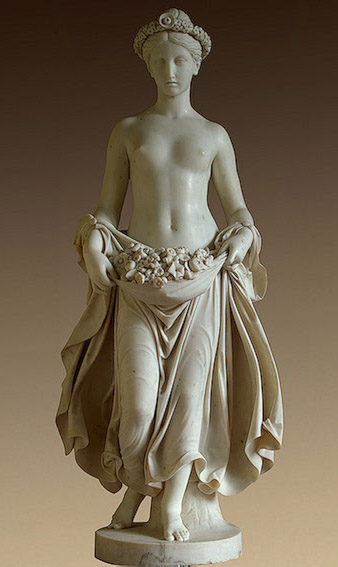
Flora (1840), San Pietroburgo, Hermitage.

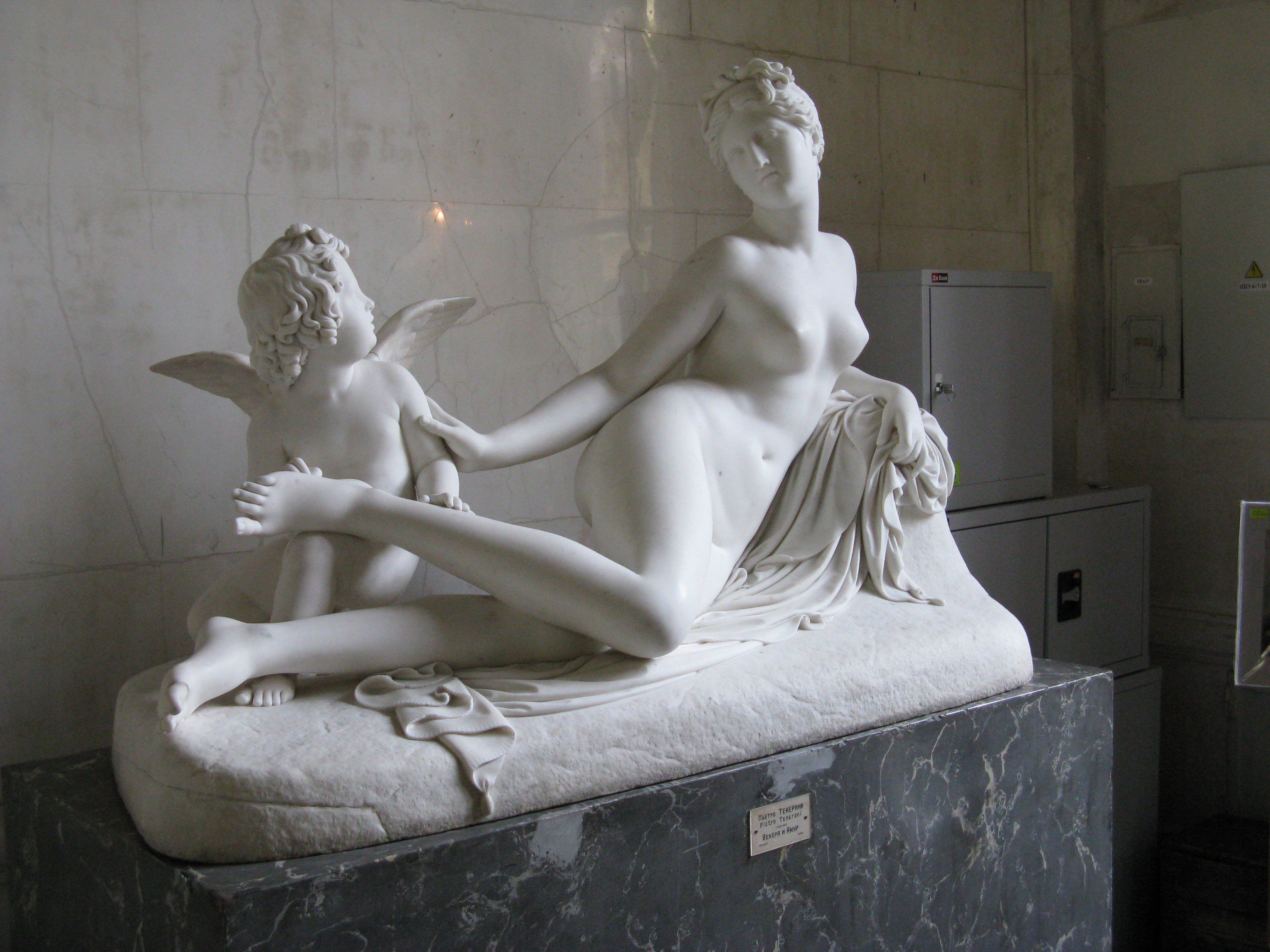
Venere ferita dallo spino di una rosa (1823), San Pietroburgo, Hermitage.

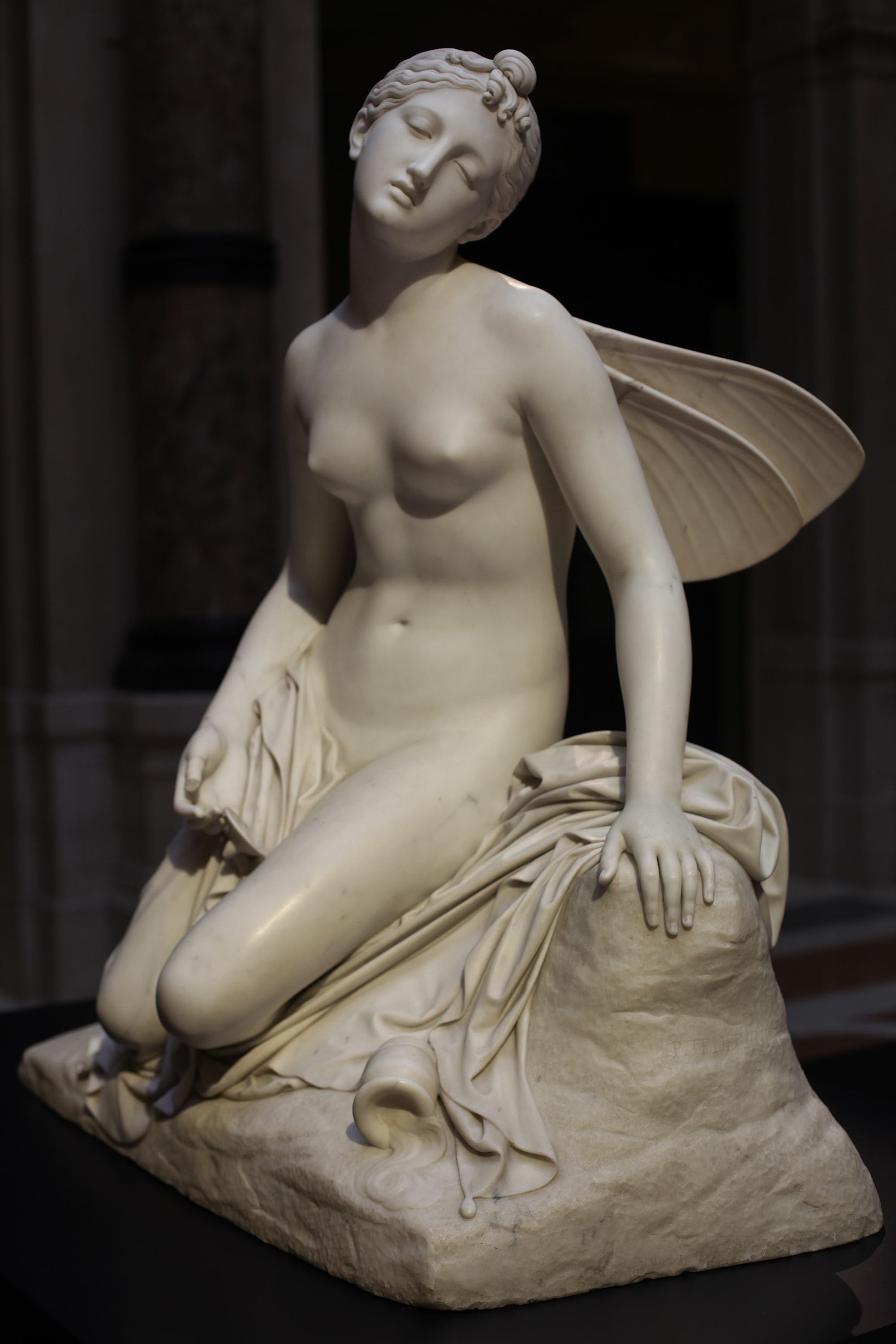
Psiche svenuta (pre 1836) - San Pietroburgo, Hermitage.

Aiutato dallo zio Pietro Marchetti, scultore, che ne sarebbe diventato direttore nel 1835, entrò all'Accademia di Belle Arti di Carrara dove studiò con il pittore Jean-Baptiste Frédéric Desmarais, allora vice direttore dell'Accademia, e il giovane scultore Lorenzo Bartolini.
Nel 1811 ottenne il suo primo premio presentando un modello dal vero al concorso per gli studenti dell'Accademia; due anni dopo si aggiudicò il pensionato a Roma sul tema di Oreste invaso dalle Furie; nel 1815, dopo essersi trasferito a Roma dal 1814, si aggiudicò il premio di 132 scudi indetto dal Canova per il concorso della figura in plastica del Redentore, a seguito del quale premio il Tenerani inviò all'Accademia un Paride che offre il pomo a Venere e nel 1816 il gesso della celeberrima Psiche abbandonata, poi acquistata nel 1819 dalla nobildonna salottiera fiorentina Carlotta de' Medici Lenzoni e che venne poi replicata in quattro copie: per il principe di Metternich, per il generale francese Bertin de Vaux, per gli inglesi Lord Tornvendson ed Henry Labouchere. Fu proprio nel salotto della residenza della nobildonna che questa prima Psiche fu veduta dal letterato Pietro Giordani (1774-1848), che nel 1836 ne avrebbe fatto oggetto di un breve libretto intitolato La prima Psiche di Pietro Tenerani e dedicato a Madama Adelaide Calderara Butti. Nell''incipit del componimento la statua viene così descritta dal letterato:
larle; perché niuno presume di saperla consolare.»
Entrò quindi a bottega dello scultore danese Alberto Thorvaldsen (1770-1844) per il quale rifiniva le opere migliori, tanto che i maligni dell'epoca sostenevano che gran parte della lode dovuta al maestro danese fosse da attribuire allo scalpello del giovane discepolo. Col Thorvaldsen prese parte al monumento tombale di Eugenio di Leuchtemberg, eretto in San Michele a Monaco di Baviera.
Seguendo il grande successo della prima Psiche abbandonata, il Tenerani propose una seconda opera sul tema, dal titolo Psiche svenuta, a lui commissionata dal conte Giovanni Battista Sommariva; l'opera, come la prima, ebbe grande successo: in questa seconda interpretazione la Psiche giace tramortita con un'espressione d'intenso dolore dopo avere aperto il bossolo recato dall'Inferno che le induce un sonno infernale. L'opera dovette essere replicata sette volte per altrettanti compratori.
In questa fase della carriera professionale il Tenerani era ormai un artista famoso, ricco e richiesto in tutta Europa: dalla famosa salottiera Juliette Récamier ricevette una commissione per il mezzo rilievo Martirio di Eudoro e Cimodoce, episodio de I martiri del francese François-René de Chateaubriand, da donare allo scrittore; seguirono il gruppo scultoreo Venere con Amore e la Venere ferita dallo spino di una rosa (1823), già ideata ai tempi della collaborazione con Thorvaldsen, commissionata dal principe ungherese Nicola Esterházy e replicata in tre copie per re e imperatori europei.
Scolpì per il Granduca ereditario di Russia Alessandro la statua a grandezza naturale Flora (o Primavera), replicata in quattro copie (una per la regina d'Inghilterra Vittoria).
Le sue opere furono contese dai maggiori musei del mondo; i suoi ritratti erano ambiti da dame, alti prelati e capi di Stato di tutta Europa, essi erano ispirati all'idealizzazione purista del vero. Fra le sculture a soggetto mitologico classicista, spiccano la Flora, la Psiche svenuta e la Psiche abbandonata (1817), tutte caratterizzate da un tratto estremamente armonioso e delicato.
Come dimostrano le tesi di Antonio Giuliano, il poeta Giacomo Leopardi prese ispirazione (durante il suo secondo soggiorno romano, nel 1831) da due opere dello scultore per scrivere i due componimenti Sopra un bassorilievo antico sepolcrale e Sopra il ritratto di una bella donna.
Fu tra i sottoscrittori del manifesto del purismo italiano, Del Purismo nelle arti, redatto dal Bianchini nel 1843.

Realizzò due monumenti a Simón Bolívar, celebre patriota venezuelano detto El Libertador: un'opera in bronzo a Bogotà nel 1846 e una seconda a Caracas nel 1852.
Nel 1856 divenne presidente dell'Accademia di San Luca a Roma, nel 1858 presidente dei Musei Capitolini e dal 1860 direttore dei Musei Vaticani. Nel 1863 restaurò la statua romana dell'Augusto di Prima Porta.
Tra le sue opere più note vi furono anche alcune sculture funebri collocate presso la basilica di Santa Maria del Popolo, ad esempio la scultura di Adele Parain e la struggente statua di Teresa Pelzer nella Cappella Cerasi (forse attribuibile, però, al fratello Giuseppe).
Suoi allievi furono Saro Zagari, Vincenzo Santini e Giovanni Battista Lombardi.
Morì a Roma nel 1869 e fu sepolto nella Basilica di Santa Maria degli Angeli e dei Martiri, nella cappella del Crocefisso.
A raccoglierne il testimone saranno altri artisti quali Carlo Fontana e Arturo Dazzi.

## Galleria d'immagini

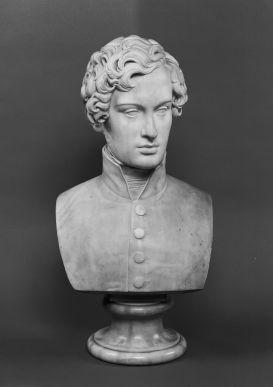
Busto di Napoleone II (1830-1835)
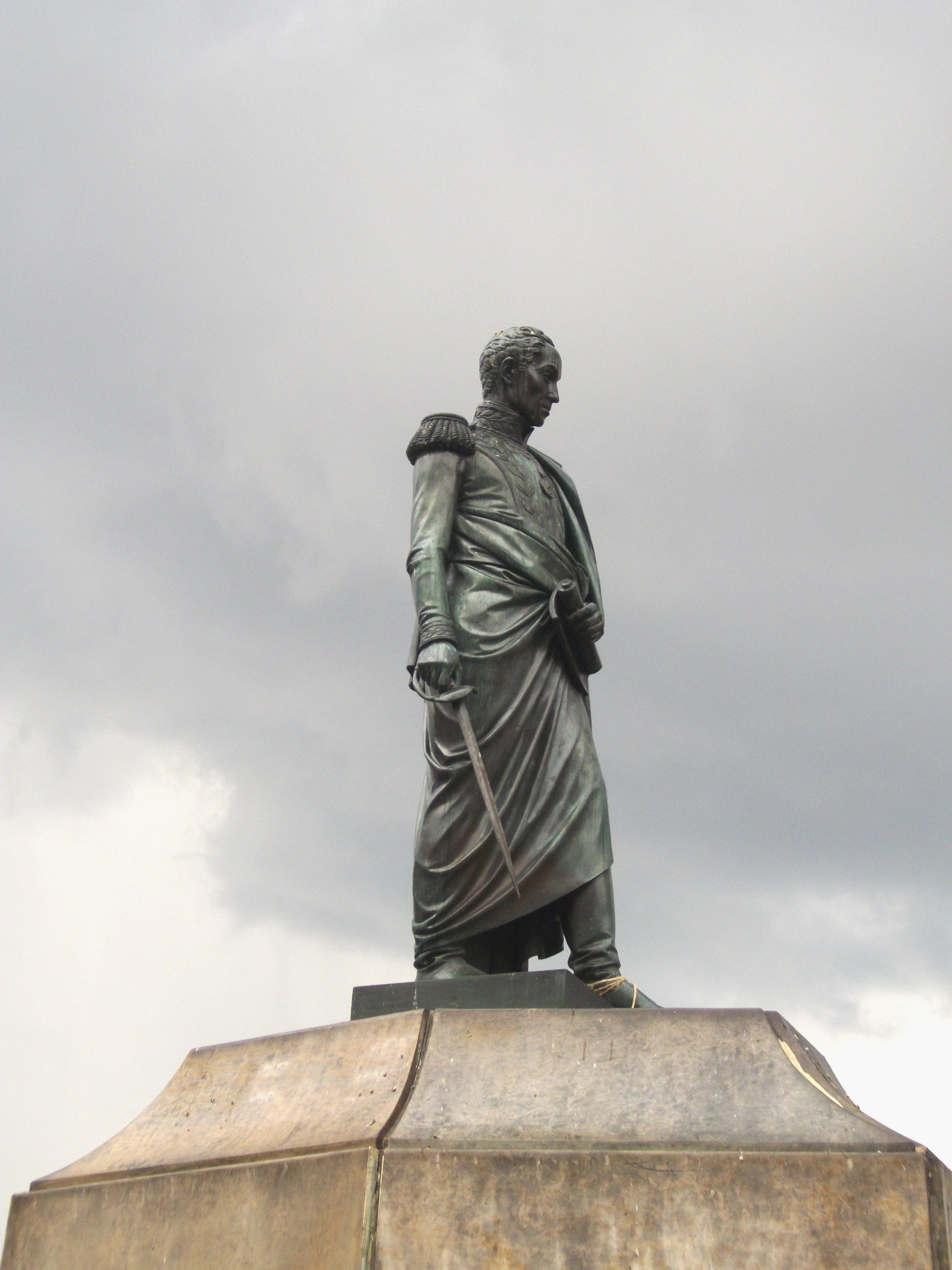
Monumento a Simón Bolívar (1846), Bogotà, Plaza Bolívar.
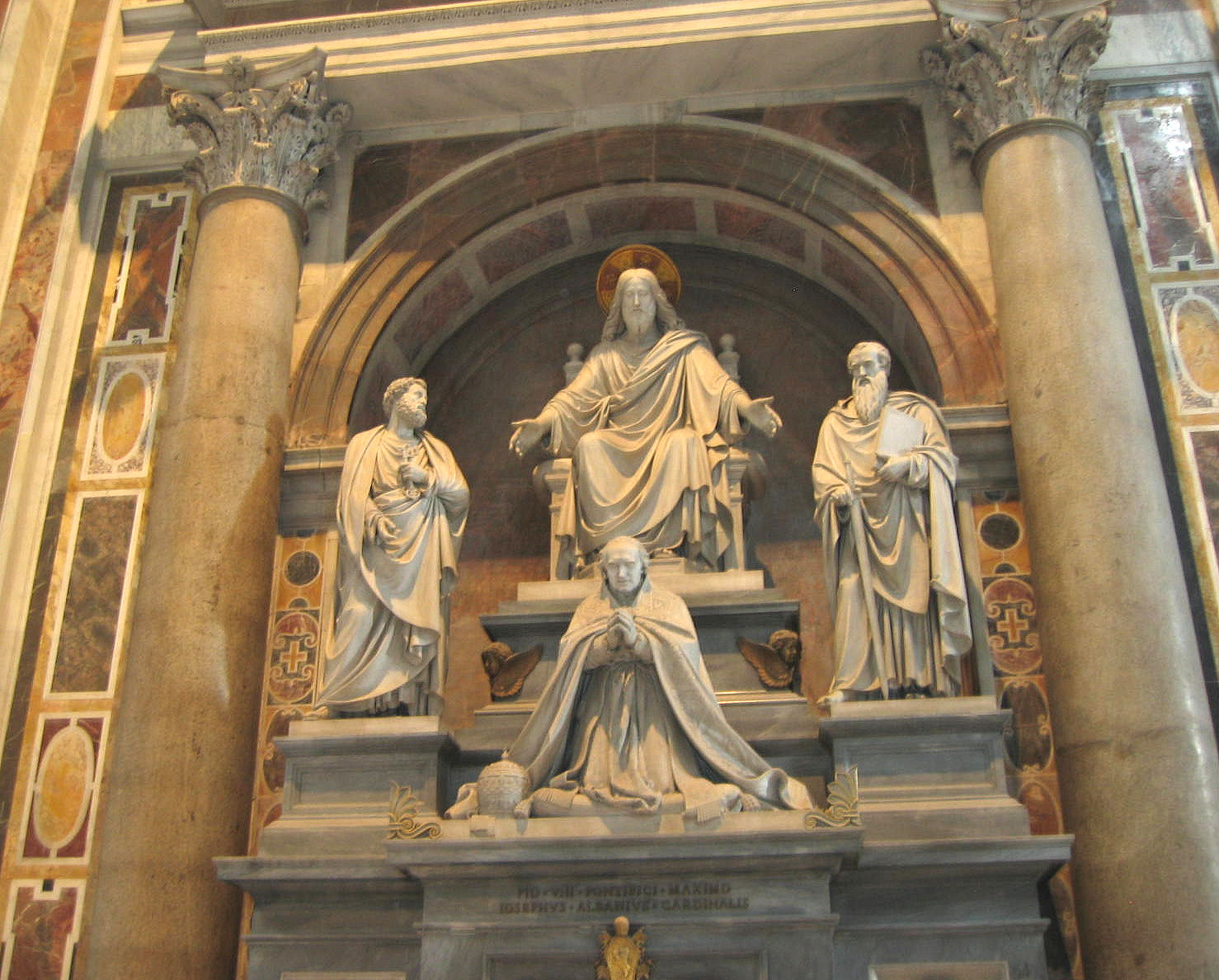
Tomba di papa Pio VIII (1830), Roma, Basilica di San Pietro.
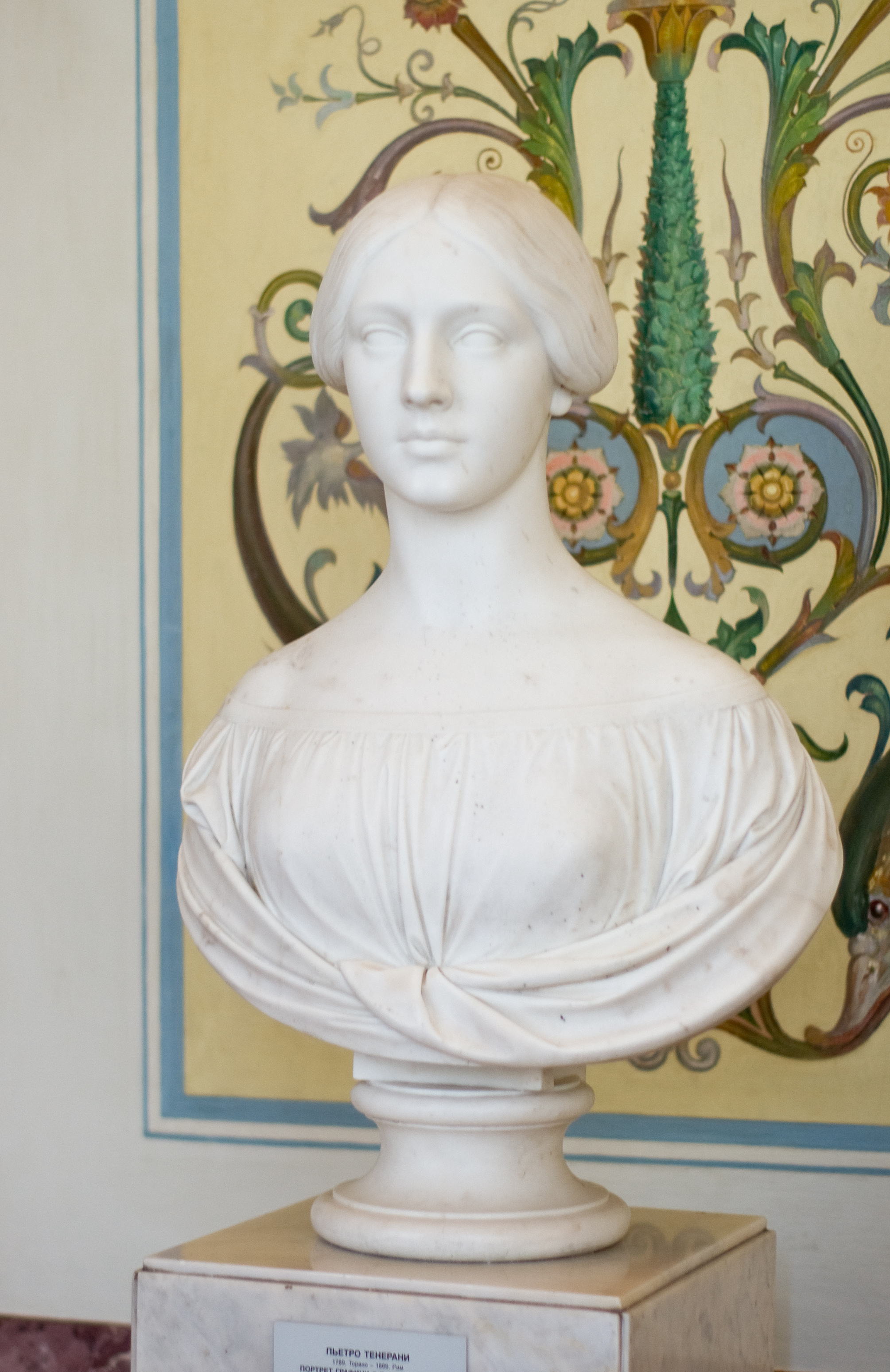
Ritratto della contessa S. Shuvalova, San Pietroburgo, Hermitage.
Ludovico Ariosto, sala dei tessuti Gandini, Museo civico di Modena